# Collettea minima
Collettea minima is een naaldkreeftjessoort uit de familie van de Colletteidae. De wetenschappelijke naam van de soort is voor het eerst geldig gepubliceerd in 1913 door Hansen.